# Importine bêta
L'importine β est une protéine de la superfamille des karyophérines et de la famille des importines. Ces dernières transportent les protéines porteuses d'un signal de localisation nucléaire (NLS) depuis le cytoplasme vers l'intérieur du noyau à travers les pores nucléaires.
L'importine est constituée d'entre 18 et 20 répétitions HEAT en tandem, chacune de ces répétitions contenant deux hélices α antiparallèles liées par un coude et dont l'empilement constitue la structure générale de la protéine.
Afin de transporter vers l'intérieur du noyau la protéine à laquelle elle s'est liée, l'importine β doit se lier aux complexes des pores nucléaires. Elle établit pour cela des liaisons faibles et transitoires avec les nucléoporines (en) au niveau de leurs motifs FG, ou Phe–Gly. Les analyses par cristallographie aux rayons X ont montré que ces motifs se lient à de poches hydrophobes peu profondes à la surface de l'importine β.